# Dharur
Dharur é uma cidade  no distrito de Bid, no estado indiano de Maharashtra.

## Geografia
Dharur está localizada a 18° 49′ N, 76° 07′ L. Tem uma altitude média de 739 metros (2424 pés).

## Demografia
Segundo o censo de 2001, Dharur tinha uma população de 18,350 habitantes. Os indivíduos do sexo masculino constituem 52% da população e os do sexo feminino 48%. Dharur tem uma taxa de literacia de 65%, superior à média nacional de 59.5%: a literacia no sexo masculino é de 74% e no sexo feminino é de 55%. Em Dharur, 15% da população está abaixo dos 6 anos de idade.